# Sarsiella japonica
Sarsiella japonica is een mosselkreeftjessoort uit de familie van de Sarsiellidae. De wetenschappelijke naam van de soort is voor het eerst geldig gepubliceerd in 1977 door Hiruta.